# Insignia de Destrucción de Tanques
La Insignia de Destrucción de Tanques (en alemán: Sonderabzeichen für das Niederkämpfen von Panzerkampfwagen durch Einzelkämpfer) fue una condecoración militar alemana de la Segunda Guerra Mundial otorgada a soldados de la Wehrmacht que habían destruido sin ayuda un tanque enemigo o un vehículo de combate blindado con un arma manual. Las unidades antitanque no podían optar a esta condecoración. Se estableció el 9 de marzo de 1942, pero podía adjudicarse por acciones que se remontaban al 22 de junio de 1941 (inicio de la Operación Barbarroja, la invasión alemana de la Unión Soviética). Antes de establecerse esta condecoración, existía la Insignia de Asalto General.
El 18 de diciembre de 1943, el OKH introdujo el grado en oro que reconocía la destrucción de cinco tanques con una sola arma. Por lo tanto, un soldado podía llegar tener cuatro insignias de plata que serían reemplazadas por una versión de oro tras la destrucción de un quinto tanque (al que se podría agregar una plateada por separado a partir de entonces).

## Variaciones
La Insignia de Destrucción de Tanques consistía en un tanque Panzer IV ennegrecido de 42 mm por 18 mm unido a una banda plateada de 88 mm por 33 mm. A 2 mm de los bordes superior e inferior había rayas negras de 4 mm. La insignia iba cosida en la manga. Estaba hecha de tela o algodón.
La condecoración en oro era similar, excepto por un fondo de alambre representando lingotes de oro con rayas horizontales negras. El tanque era dorado en lugar de negro.
- Plata: una por cada tanque destruido.
- Oro: una por cada cinco tanques destruidos.

Un destinatario destacado fue Günther Viezenz, que destruyó 21 tanques enemigos.